# Idaea minimaria
Idaea minimaria là một loài bướm đêm trong họ Geometridae.